# Tôn Nguyên Lương
Tôn Nguyên Lương (tiếng Hoa: 孫元良; bính âm: Sūn Yúanlíang) (1904 – 25 tháng 5 năm 2007) là một vị tướng Trung Hoa trong Quân đội Cách mạng Quốc dân Trung Hoa Dân Quốc. Tôn là người sống thọ nhất trong khóa 1 trường quân sự Hoàng Phố, cũng là người thọ nhất trong số các tư lệnh cấp quân đoàn trong Chiến tranh Trung-Nhật lần thứ 2. Ông từng trải qua Sự biến 28 tháng 1, Chiến tranh Trung-Nhật lần thứ 2 và Nội chiến Trung Hoa.

## Thời trẻ và sự nghiệp
Tôn sinh ra tại Thành Đô, Tứ Xuyên năm 1904. Từ năm 1922 - 1924, ông theo học tại Đại học Nam Kinh. Sau đó ông chuyển sang Đại học Bắc Kinh. Chú ông, Tôn Chấn, giúp ông được nhận vào trường quân sự Hoàng Phố vừa thành lập. Ông biểu hiện tốt trong Chiến tranh Bắc phạt và được Tưởng Giới Thạch cử sang Nhật du học. Tôn vào học tại Học viện Lục quân Đế quốc Nhật Bản và trở về năm 1928. Ông được bổ nhiệm làm Tư lệnh Sư đoàn 88 tinh nhuệ được Đức huấn luyện. Năm 1934, Tôn and Thang Ân Bá thành công bao vây Khu Xô viết Giang Tây và cắt đứt đường rút lui về phía nam, nhờ đó được thăng Trung tướng.

## Chiến tranh Trung-Nhật lần thứ 2
Khi Nhật xâm chiếm Thượng Hải năm 1932, Tôn chỉ huy Sư đoàn 88 đánh bại quân Nhật tại Miaoxingzhen (廟行鎮), được giới truyền thống ca tụng là chiến thắng quân sự đầu tiên của Trung Hoa trước Nhật Bản. Khi chiến tranh toàn diện bùng nổ năm 1937, Tôn chỉ huy Sư đoàn 88 trong Trận Thượng Hải. Ông đích thân ra lệnh cho Trung đoàn trưởng Tạ Tấn Nguyên cố thủ nhà kho Tứ Hành vào cuối cuộc chiến kéo dài 3 tháng. Trong Trận Nam Kinh tháng 12 năm 1937, khi lực lượng của ông bị gần 1/4 triệu quân Nhật bao vây, chỉ huy của Tôn là Đường Sinh Trí trốn khỏi thành phố mà không để lại bất cứ mệnh lệnh rõ ràng nào về việc phá vây. Tôn buộc phải bỏ trốn trong cảnh hỗn loạn và sống sót qua Thảm sát Nam Kinh nhờ hóa trang thành một chủ lầu xanh. Tưởng Giới Thạch lưỡng lự đình chỉ chức vụ của ông trong 2 tháng và Tôn không nhận được bất cứ mệnh lệnh nào tới năm 1939. Năm 1944, Lục quân Đế quốc Nhật Bản dưới quyền Shunroku Hata mở Chiến dịch Ichigo, chiến dịch quân sự lớn nhất chống lại quân Quốc dân đảng từ sau Trận Vũ Hán. Khi hầu hết quân tinh nhuệ Trung Hoa đang chiến đấu ở Vân Nam và Miến Điện, hơn nửa triệu quân Nhật tấn công các tuyến đường sắt quan trọng và các thành phố lớn, và mũi tiên phong của Tập đoàn quân 11 Nhật Bản chỉ còn cách Trùng Khánh 150 dặm. Tưởng Giới Thạch phái 900 lính thuộc Quân đoàn 29 của Tôn về phía nam Trùng Khánh, và họ đánh đuổi được 2 trung đoàn thuộc Sư đoàn 3 bộ binh Nhật dù thua xa về quân số và vũ khí. Tôn được thăng lên hàm Thượng tướng và chức Tư lệnh Binh đoàn 16. Tưởng Giới Thạch đích thân gắn Huân chương Thanh thiên bạch nhật cho ông.

## Nội chiến Trung Hoa
Sau khi chiến tranh chống Nhật kết thúc, Tôn được bổ nhiệm làm tư lệnh đồn trú Trùng Khánh và Nam Kinh, vẫn giữ chức Tư lệnh Binh đoàn 16. Ông tham gia những chiến dịch thắng lợi ban đầu chống lại lực lượng Cộng sản cùng các bạn đồng khóa cũ Đỗ Duật Minh, Phạm Hán Kiệt, Hồ Liên và Liu Yujian. Quân Cộng sản mất hết các căn cứ địa ở miền Trung và Đông Trung Hoa trừ Sơn Đông và Hà Nam.
Tháng 11 năm 1948, Chiến dịch Hoài Hải bắt đầu. Do sự bất tài của Lưu Trĩ và việc thất thoát những thông tin tình báo quan trọng do các gián điệp cộng sản gây ra, lực lượng của Tôn bị Dã chiến quân Hoa Đông của Túc Dụ bao vây. Là một chỉ huy kinh nghiệm, ông thúc giục Đỗ Duật Minh, Phó tư lệnh quân Quốc dân, phá vây trước khi quá trễ. Nhưng Đỗ, trung thành với Tưởng Giới Thạch, quyết định cố thủ chờ viện binh theo lệnh Tưởng. Tôn quyết định tự phá vây, và tuy Binh đoàn 16 bị tiêu diệt hoàn toàn, nhưng ông trốn về được Nam Kinh năm 1948. Tưởng lại bổ nhiệm ông làm Tư lệnh Binh đoàn 16 tái lập. Năm 1949, trong khi ông cố thủ Tứ Xuyên, nhiều sĩ quan dưới quyền ông quay sang đầu hàng Cộng sản. Tôn buộc phải từ chức rồi nghỉ hưu không lâu sau khi theo Tưởng Giới Thạch ra Đài Loan.
Tôn mất ngày 25 tháng 5 năm 2007 tại Đài Loan, thọ 103 tuổi.